# Wierzbie (powiat oleski)
Wierzbie – wieś w Polsce położona w województwie opolskim, w powiecie oleskim, w gminie Praszka, przy drodze krajowej nr 45 z Wielunia do Opola.
| SIMC    | Nazwa      | Rodzaj    |
| ------- | ---------- | --------- |
| 0998688 | Poduchowne | część wsi |

## Historia
Miejscowość historycznie należy do ziemi wieluńskiej i związana była z Wielkopolską. Ma metrykę średniowieczną i istnieje co najmniej od XIV wieku. Wymieniona w dokumencie z 1381 jako „Vierzbie", "Wyrzbye” .
Wieś była wsią królewską leżącą w starostwie wieluńskim. W XVI wieku położona w powiecie wieluńskim,  województwa sieradzkiego w Koronie Królestwa Polskiego . 
Miejscowość została odnotowana w historycznych dokumentach prawnych i podatkowych. Według Liber beneficiorum archidiecezji gnieźnieńskiej spisanego przez Jana Łaskiego wieś w 1511 liczyła 6. łanów. W 1518 miała 7 łanów. W latach 1552–1553 liczyła 5 łanów kmiecych, 1 łan sołtysi oraz część wsi, która była spalona "część pogorzała". Według lustracji starostwa wieluńskiego w 1564 we wsi gospodarowało 9. kmieci na 9. łanach, a jeden kmieć na półłanku. Płacili oni czynsz po 19 groszy 6 denarów oraz w naturze. Odrabiali też 2. dni robocizny. 6. zagrodników płaciło podatki w wysokości 24 groszy, 3 po 12 groszy, kowal z roli i ogrodu płacił 1 florena i 12 groszy. We wsi była także karczma. Miejscowy sołtys miał 3. łany oraz staw z młynem wodnym oraz był zobowiązany do służby królowi polskiemu. Łączna suma podatków wynosiła 38. florenów 3. grosze i 11. denarów .
Po rozbiorach Polski miejscowość znalazła się w zaborze rosyjskim. Jako wieś, folwark oraz "majorat rządowy" leżące 10. wiorst od Wielunia w powiecie wieluńskim, gminie Praszka, parafii Ożarów wymienia ją XIX wieczny Słownik geograficzny Królestwa Polskiego. W 1827 w miejscowości naliczono 70. domów zamieszkanych przez 686. mieszkańców. W 1893 liczyła 92. domy, 769. mieszkańców oraz 93 osadników. We wsi 1611 morg należało do włościan. W folwarku znajdowały się 4. domy, a mieszkały w nim 4. osoby. Majorat rządowy Wierzbie w XIX wieku wydzielony został z dóbr Mokrsko.
W latach 1975–1998 miejscowość należała administracyjnie do województwa częstochowskiego.

## Zabytki
Do wojewódzkiego rejestru zabytków wpisany jest:
- kościół typu wieluńskiego parafii św. Leonarda Opata drewniany prawdopodobnie z XVI w. lub XVIII w. W ołtarzu głównym umiejscowiono cenny późnogotycki tryptyk, rzeźbiony, z figurami Matki Boskiej z Dzieciątkiem, św. Leonarda i św. Małgorzaty w części środkowej oraz św. Katarzyny i św. Mikołaja w skrzydłach. Prawdopodobnie w 1588 Jan Zamoyski po zwycięskiej bitwie na polach niedalekiej Byczyny podjął ten ołtarz z pobojowiska i przekazał do Wierzbia. Na uwagę zasługuje cenne tabernakulum późnorenesansowe oraz oryginalne drewniane odrzwia zdobione rzeźbami.